# Camponotus vespertinus
Camponotus vespertinus är en myrart som beskrevs av Arnold 1960. Camponotus vespertinus ingår i släktet hästmyror, och familjen myror. Inga underarter finns listade.